# 益阳南站
益阳南站位于中华人民共和国湖南省益阳市赫山区，是常益长高速铁路上的高铁站，由中国铁路广州局集团长沙车务段管辖，于2022年9月6日启用。

## 歷史
- 2022年9月6日启用。

## 外部連結
- 中国铁路客户服务中心 （页面存档备份，存于）